# Dzięczyna
Dzięczyna – wieś w Polsce położona w województwie wielkopolskim, w powiecie gostyńskim, w gminie Poniec. Wieś jest siedzibą sołectwa Dzięczyna w którego skład wchodzi również miejscowość Dzięczynka.

## Historia
Miejscowość pierwotnie związana była z Wielkopolską. Ma metrykę średniowieczną i istnieje co najmniej od XIV wieku. Wymieniona pierwszy raz w dokumencie zapisanym po łacinie z 1388 jako Dzanczyn, 1403 Dzanczna, 1411 Dzeczino, Dzanczino, 1415 Dzendzina, 1417 Dzenczino, 1418 Dzenczina, 1429 Dzanczina, 1497 Dzianczina, Dzenczewo 1498 Dzyanczyno, 1530 Dzyaczina, 1563 Dzyanczyna, 1566 Dzienczyna.
Wieś była własnością rycerską należącą do lokalnej szlachty wielkopolskiej: Zenwiczów, Dzięczyńskich, a potem także Opalińskich, Górskich, Pampowskich. W 1410 miejscowość należała do parafii Poniec. W 1448 leżała w powiecie kościańskim Korony Królestwa Polskiego.
W 1497 z powodu niedopełnienia obowiązku pospolitego ruszenia król polski Jan Olbracht dał prawo do dóbr Dzięczyna należących do Jana Chełmskiego i jego żony Barbary kolejno kasztelanowi ludzkiemu Piotrowi Opalińskiemu, staroście wschowskiemu Piotrowi Górskiemu oraz Krzysztofowi Szydłowieckiemu. W 1498 Barbara żona Jana Chełmskiego wysłała łucznika na wojnę turecką ze swych dóbr Dzięczyna odziedziczonych po ojcu i matce.
Miejscowość odnotowały historyczne regesty podatkowe. W 1530 we wsi miał miejsce pobór podatków z 5 łanów. W 1534 Dzięczyna należała do dziedzica Mikołaja z Chełma oraz jego bratanków, dzieci Jana Chełmskiego – Adama i Katarzyny. W tym roku dziedzice Rokosowa oraz dziedzice Dzięczyny wytyczyli granice pomiędzy obiema wsiami. Biegła ona od narożnika tych wsi z wsią Drzewce zwanej Granicznik (staropol. Granycznyk) do kopca narożnego stojącego w miejscu zwanym Piekielnik (staropol. Pyekyelnyk) i dzielącego te wsie ze wsią Sławikowice. W 1535 wieś zalegała z podatkami od jednego łana opuszczonego oraz jednego łana po pożarze. W 1539 ustalono granicę Dzięczyna z wsią Drzewce. W 1551 do Dzięczyna należał młyn wodny Kaganów oraz staw młyński. W 1551 płatnikiem podatków we wsi był Adam Dzięczyński wraz żoną z Anną. W 1563 zapłacił on pobór od 6 łanów oraz od 1,5 łana, karczmy oraz młyna wodnego o nazwie Kaganów posiadającego trzy koła wodne. Tego samego roku podatki zapłacił także Ambroży Pampowski od 2,5 łana. W 1564 właścicielami wsi byli Adam Dzięczyński, Apolonia Dzięczyńska oraz Anna z Ludomia wdowa po Krzysztofie Pampowskim. W 1566 Adam Dzięczyński zapłacił pobór od 5,5 łana oraz 1/8 łana, 4 zagrodników, karczma i młyna wodnego Kaganów o 3 kołach, natomiast Anna Pampowska od 2 łanów i 2 zagrodników.
Wieś Dzienczyna położona była w 1580 roku w powiecie kościańskim województwa poznańskiego w Rzeczypospolitej Obojga Narodów.
W wyniku II rozbioru Rzeczypospolitej w 1793, miejscowość przeszła w posiadanie Prus i jak cała Wielkopolska znalazła się w zaborze pruskim. W okresie Wielkiego Księstwa Poznańskiego (1815-1848) miejscowość wzmiankowana jako Dzięczyn należała do wsi większych w ówczesnym pruskim powiecie Kröben (krobskim) w rejencji poznańskiej. Dzięczyn należał do okręgu bojanowskiego tego powiatu i stanowił odrębny majątek, którego właścicielem był wówczas (1846) H. Unruh. Według spisu urzędowego z 1837 roku wieś liczyła 337 mieszkańców, którzy zamieszkiwali 53 dymy (domostwa).
Wieś rycerska, własność księcia Zygmunta Czartoryskiego, położona była w 1909 roku w powiecie gostyńskim rejencji poznańskiej w Wielkim Księstwie Poznańskim.
W latach 1975–1998 miejscowość administracyjnie należała do województwa leszczyńskiego.